# Ortopedia

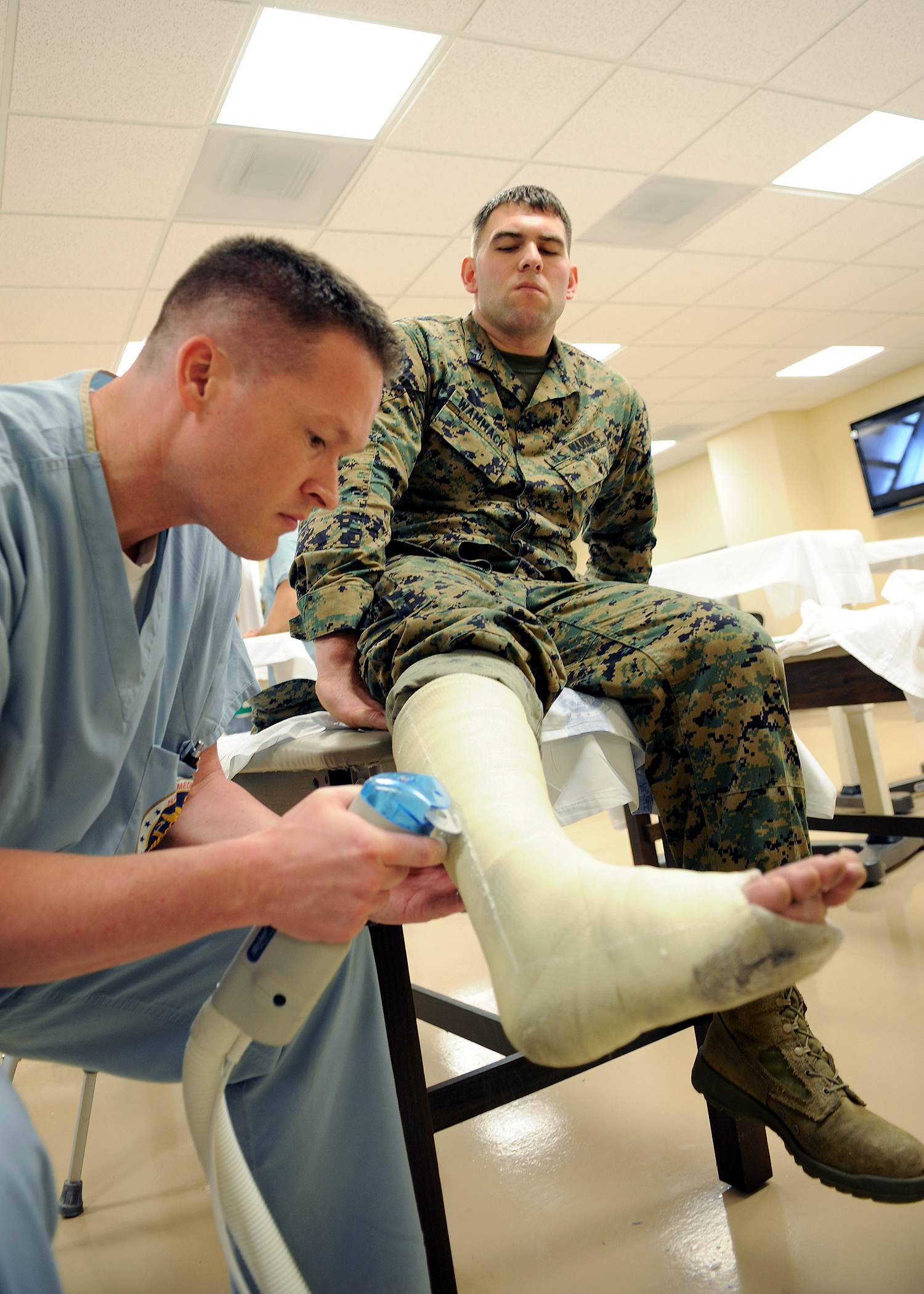
Un ortopedico militare rimuove un apparecchio gessato.

L'ortopedia è una branca specialistica della chirurgia che si occupa dello studio e del trattamento delle patologie dell'apparato locomotore. Essa, tradizionalmente, comprende la traumatologia, nonostante tale disciplina sia sempre più considerata multidisciplinare, visto che non può non avvalersi di diverse competenze specialistiche (medicina d'urgenza, rianimazione, chirurgia plastica, chirurgia vascolare, radiologia interventistica ecc.)
In altre parole, il medico chirurgo specialista in ortopedia e traumatologia deve aver maturato conoscenze teoriche e sviluppato capacità pratico-professionali nel campo della fisiopatologia e terapia sia medica sia chirurgica (correttivo-conservativa, ricostruttiva e sostitutiva) delle malattie dell'apparato locomotore nell'età pediatrica e adulta con specifici campi di competenza nella semeiotica funzionale e strumentale, nella metodologia clinica e nella terapia in ortopedia, nella chirurgia della mano e nella traumatologia, compresa la traumatologia dello sport, nonché nelle patologie a carattere oncologico di pertinenza.

## Etimologia

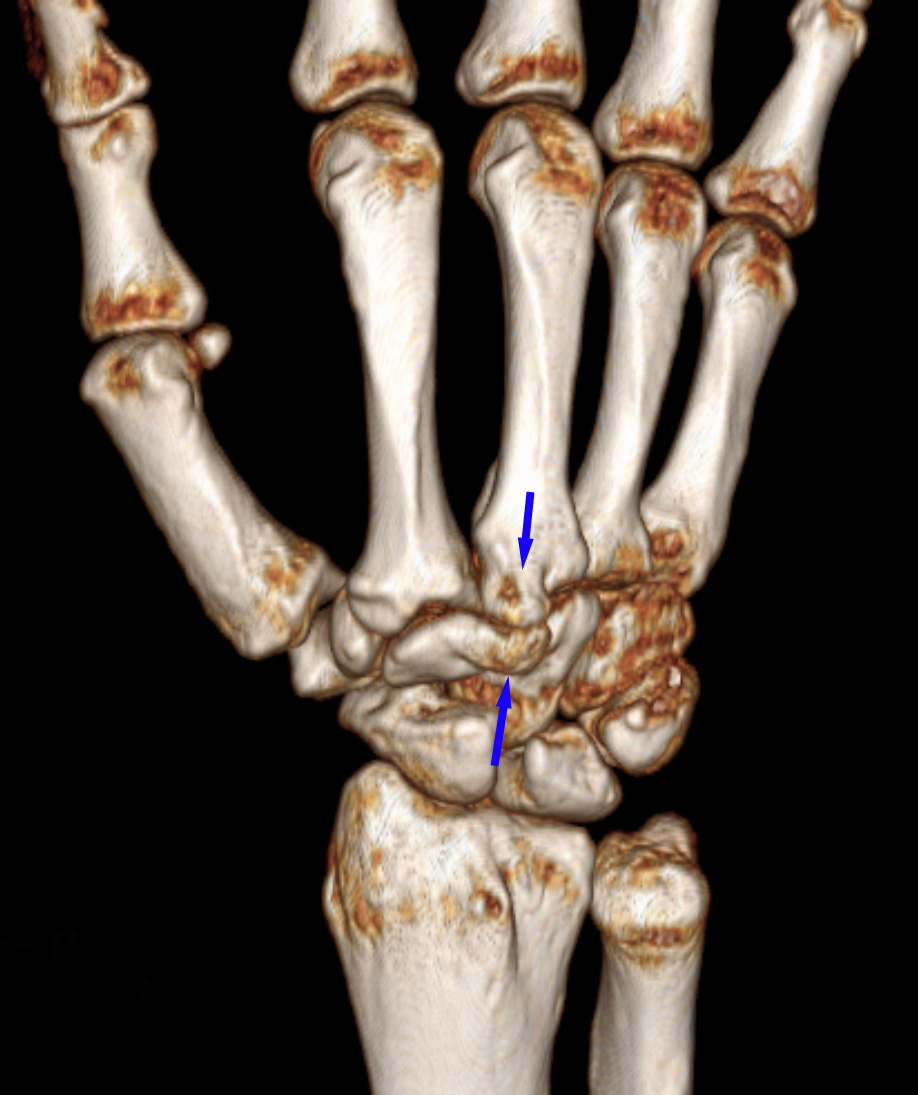
Ricostruzione tridimensionale, tramite tomografia computerizzata, delle ossa del carpo. L'ortopedia si occupa dell'apparato locomotore.

La pratica ortopedica risale a epoche lontane, eppure la parola "ortopedia" iniziò a essere usata solo a partire dal 1741. Fu coniata dal medico francese Nicolas Andry, professore di Medicina a Lione, a partire da due termini in greco antico – ovvero ὀρϑός, orthòs, «diritto» e παῖς, pàis, «bambino» – in quanto essa aveva come obiettivo quello di correggere le deformità del fisico nei bambini. Tale neologismo è riportato nel suo libro L'orthopédie ou l'art de prévenir et corriger les difformités du corps chez les enfants; le tout par des moyens à la portée des pères et mères et toutes les personnes qui ont des enfants à élever. Nello stesso testo di Nicolas Andry venne pubblicata anche l'immagine, creata da Antoine Humblot, che è poi divenuta il simbolo della disciplina dell'ortopedia nel mondo, ovvero dell'albero torto sostenuto ad un tutore tramite delle corde.
Plausibile è anche l'etimologia che associa le radici greche orthòs e paidèia ("educazione"), nei termini di origine greca il termine al genitivo antecede il nome di cui si fa la specificazione, con il significato di educazione allo star diritti.

## Storia
I primi dispositivi ortopedici apparvero nel IV secolo a.C. per merito di Ippocrate. Egli mise a punto una tavola di legno che doveva ridurre le lussazioni e le fratture, secondo il principio di immobilizzazione dell'osso o dell'articolazione. Sempre ad Ippocrate si deve la tecnica ancora attuale per la riduzione della lussazione della spalla.
Nel 1779 Jean-Pierre David scrisse Dissertation sur les effets du mouvement et du repos dans les maladies chirurgicales, divenuto presto un classico della materia e tradotto in inglese già dal 1790. L'ortopedia fu esercitata fino all'inizio del XIX secolo solo da medici in istituti specializzati, tra cui quello di Jean-André Venel (1740-1791) in Svizzera, di Jacques Mathieu Delpech a Montpellier, di Charles Pravaz a Parigi e poi a Lione.
Nel corso del XIX secolo apparve la pratica della tenotomia per raddrizzare i piedi deformi (la prima tenotomia sul tendine di Achille fu realizzata nel 1816 da Jacques Mathieu Delpech ), per le scoliosi e per diverse posture viziose. Sempre nel XIX secolo, il dottor Pravaz di Lione riuscì a ridurre le lussazioni di anca mediante carrelli e apparecchi di estensione.
Nel 1881 il chirurgo generale britannico William Arbuthnot-Lane propose una tecnica per il trattamento delle fratture, l'osteosintesi, che consiste nel fissare sull'osso delle placche e delle viti per immobilizzarlo aspettando che l'osso si risaldi. Nel 1890 Gluch mise a punto la prima protesi interna di ginocchio: era in avorio e funzionava con una cerniera.